# Prozessivität
Prozessivität ist ein Charakteristikum von Enzymen. Die Prozessivität eines Enzyms ist umso höher, je mehr Katalysezyklen es durchlaufen kann, ohne von seinem Substrat abzufallen.

## Beispiele
- Myosin II hat eine geringe Prozessivität, nach jedem ATPase-Zyklus fällt es von F-Aktin ab.
- DNA-Polymerase hat eine relativ hohe Prozessivität, es können mehrere Tausend Nukleotide an den nascierenden DNA-Strang anpolymerisiert werden, ohne dass die Polymerase abfällt. (die verschiedenen DNA-Polymerasen unterscheiden sich hinsichtlich ihrer Prozessivität. Prozessivitätssteigernd wirken beispielsweise die Untereinheiten beta-clamp bzw. PCNA)